# أشا (بافاريا السفلى)
بَلدَة أَشَا (بالأَلمانِيَّة: Gemeinde Ascha) هي بَلدَة أَلمانِيَّة في مِنطَقَة اِشتَرِاوبِينَغ-بوغن التَّابِعة لمُحافظة باڤارِيا السُّفلَى في وِلاَية باڤارِيا في جُمهُوريَّة أَلمَانيَا الاِتّحاديّة بمِساحة تُقَدَّر بحَوالَي 19 كم².

## وُصلات خارجيّة
- الصّفحة الرّسميّة لِبَلدَة أَشَا (باللُّغَةُ الألمانِيّة).

## مَراجع
1. 1 2  Bayerisches Landesamt für Statistik, ed. (1991), Amtliches Ortsverzeichnis für Bayern (بالألمانية), München: Bayerisches Landesamt für Statistik, p. 233, QID:Q15707237
2. ↑  "Alle politisch selbständigen Gemeinden mit ausgewählten Merkmalen am 31.12.2018 (4. Quartal)" (بالألمانية). Statistisches Bundesamt. Archived from the original on 2019-03-10. Retrieved 2019-03-10.
3. ↑  Bayerisches Landesamt für Statistik, ed. (Dezember 1964), Amtliches Ortsverzeichnis für Bayern (بالألمانية), München, QID:Q15717656 {{استشهاد}}: تحقق من التاريخ في: |publication-date= (help)
4. ↑  Alle politisch selbständigen Gemeinden mit ausgewählten Merkmalen am 31.12.2023 (بالألمانية), Statistisches Bundesamt, 28. Oktober 2024, QID:Q131220759, Archived from the original on 17 November 2024 {{استشهاد}}: تحقق من التاريخ في: |publication-date= (help)
5. ↑  GeoNames (بالإنجليزية), 2005, QID:Q830106